# ミエロパチー
ミエロパチー（Myelopathy、脊髄症）とは脊髄の障害である。脊髄は小さな断面積の中に四肢体幹の運動出力系と感覚入力系のほとんど全てを含んでいるため脊髄の病変は、神経系の他の病変に比べて四肢麻痺、対麻痺、感覚障害を起こしやすい。

## 臨床解剖学
ミエロパチーにおいて重要な臨床解剖学的な事項をまとめる。なお頸髄病変による偽性多発神経炎型や頸髄中位病変による胸部帯状痛などミエロパチー以外を疑う神経症候であっても病変が脊髄のこともあり、逆に高度の末梢神経障害による偽性脊髄性感覚障害・偽性脊髄癆のように神経症候がミエロパチーであっても病変が脊髄以外のこともある。皮膚分節（dermatome、デルマトーム）や筋節（myotome、ミオトーム）はミエロパチーにおいて重要な概念であるためこの節で述べる。

### 運動麻痺と脊髄髄節と神経根
脊髄は各々の神経根の出る高さに応じて31の髄節に分けられる。内訳は第1～8頸髄（C1～C8）、第1～12胸髄（T1～T12）、第1～5腰髄（L1～L5）、第1～5仙髄（S1～S5）および尾髄（Co）である。各々の髄節は一定の部位の筋肉を支配しており、髄節（前角）から神経根（前根）が出て、椎間孔から脊柱管の外へ出て前枝と後枝に分かれる。椎間孔を出るまでが神経根であり、そこから出て分枝する前枝と後枝は末梢神経に属する。脊髄は脊柱管の中にあり、上方は延髄の錐体交叉の下端から始まり、下方は脊髄円錐になり、第1～第2腰椎レベルの高さで終わる。脊髄、脊椎（柱）、神経根は発生学的に分節構造をなし、神経根はそれに相応する脊髄髄節から出て、上下の脊椎の間（脊椎間孔）を通って脊柱管の外に出る。しかし頸髄と頚椎とは同数でないため、第1～第7頸神経根はそれぞれ対応する脊椎の上の椎間孔から出るが第8頚椎神経根は第7頚椎と第1胸椎の間の椎間孔から出る。それ以下の神経根はそれぞれの対応する脊椎の下の椎間孔から出る。脊椎と脊髄の発育の不均衡の結果として相対的に脊髄は脊椎よりも短く（脊髄最下端は脊椎L1の高さ）、各髄節と椎体の高さにずれが生じる。このことはX線撮影やMRIでの椎体の高さから髄節の高さを決定する上で重要でその対比を表に示す。脊髄髄節の局在に関しては諸説があり脊椎と脊髄の高位差に関しては1964年のDejongによるものと1979年のHaymakerのものが知られている。頚椎レベルでは脊椎、脊髄のレベルは脊髄レベルのほうが上位である。頚椎C7のレベルにC8頚髄がある。胸椎レベルでは胸椎Th10レベルに胸髄Th11と脊髄レベルのほうが下位となる。胸椎Th11レベルに腰髄L1からL3が存在する。脊髄円錐部（腰髄と仙髄）になるとズレはさらに大きくなる。脊髄円錐部は円錐上部と円錐部に分かれる。円錐上部は胸椎Th12に位置し脊髄L4からS2である。円錐部は腰椎L1に位置し腰髄S3以下である。S5以下に尾髄COがある。腰椎L2またはL3以下は馬尾となる。これらの原則は個人差が大きいので画像診断学での利用では注意が必要である。特に脊髄下端はL1/2とされるが実際にL1/2が下端となるのは30％程度である。
| 脊髄 | 脊椎   | 支配筋                               | 対応する検査                        | デルマトーム               |
| ---- | ------ | ------------------------------------ | ----------------------------------- | -------------------------- |
| C1   | C1/2   |                                      |                                     |                            |
| C2   | C2     |                                      |                                     | 後頭部                     |
| C3   | C2/3   |                                      |                                     | 耳介                       |
| C4   | C3/4   | 横隔膜                               | 呼吸不全の有無                      | 頸部、肩上部               |
| C5   | C4     | 三角筋、棘上筋、棘下筋、上腕二頭筋   | 肩関節の外転、肘関節の屈曲          | 肩下部、上腕外側           |
| C6   | C4/5   | 腕撓骨筋、橈側手根伸筋               | 手関節の背屈                        | 前腕外側、母指、示指       |
| C7   | C5/6   | 上腕三頭筋、手指伸筋、手指屈筋       | 手関節の掌屈、手指の伸展            | 中指                       |
| C8   | C6/7   | 手指屈筋                             | 手指の屈曲                          | 薬指、小指                 |
| T1   | C7/T1  | 手指外転筋群                         | 小指の外転                          | 前腕内側                   |
| T2   | T1     | 肋間筋、腹筋                         |                                     | 上腕内側、上胸部           |
| T3   | T2     | 肋間筋、腹筋                         |                                     |                            |
| T4   | T3     | 肋間筋、腹筋                         |                                     | 乳首                       |
| T5   | T4     | 肋間筋、腹筋                         |                                     |                            |
| T6   | T5     | 肋間筋、腹筋                         |                                     |                            |
| T7   | T6     | 肋間筋、腹筋                         |                                     |                            |
| T8   | T7     | 肋間筋、腹筋                         |                                     |                            |
| T9   | T8     | 肋間筋、腹筋                         |                                     |                            |
| T10  | T9     | 肋間筋、腹筋                         |                                     | 臍部                       |
| T11  | T10    | 肋間筋、腹筋                         |                                     |                            |
| T12  | T10/11 | 肋間筋、腹筋                         |                                     |                            |
| L1   | T11    | 腸腰筋                               |                                     | 鼠径部                     |
| L2   | T11/12 | 腸腰筋、大腿四頭筋、股関節内転筋群   | 股関節の屈曲（L1〜3）               | 大腿内側                   |
| L3   | T12    | 腸腰筋、大腿四頭筋、股関節内転筋群   | 股関節の内転、膝関節の伸展（L2〜4） | 大腿前部、膝               |
| L4   | T12/L1 | 大腿四頭筋、股関節内転筋群、前脛骨筋 | 足関節の背屈                        | 大腿外側、下腿内側         |
| L5   | T12/L1 | 長母指伸筋、長趾伸筋                 | 母趾の背屈                          | 下腿外側、足背と母趾       |
| S1   | L1     | 長母指屈筋、腓腹筋、ヒラメ筋         | 母趾の底屈、足関節の底屈            | 大腿後部、下腿外側、小趾   |
| S2   | L1     |                                      |                                     | 大腿後部、下腿内側、踵内側 |
| S3   | L1     |                                      |                                     | 大腿内側                   |
| S4   | L2     |                                      |                                     | 臀部、外陰部               |
| S5   | L2     |                                      |                                     | 肛門周囲                   |
| Co   | L2     |                                      |                                     |                            |

一方、神経根は脊髄の下部にいくにつれて次第に走行が滑らかになり、腰椎・仙骨レベルでは脊柱管内をほとんど垂直に下行する。この腰仙髄神経根の集まりをその外観から馬尾という。脊髄の太さは一様ではなく、2箇所の膨大部、頸髄膨大と腰髄膨大がある。前者はC4～T1髄節（C3/4～C7/T1椎体）に相当し、後者はL1～S3髄節（T11～L1椎体）に相当する。それぞれ上肢と下肢を支配するところで、この高さの神経根も太く、前角も大きい。
　各髄節は一定の部位の筋肉群を支配しており、これを筋節（myotome、ミオトーム）といい、1本の前根により支配されている筋支配の単位である。多くの筋肉は上下に連なる複数の髄節、神経根（前根）の支配を受けている。これを多髄節性支配という。その主要な髄節・神経根を知ることにより、障害された筋肉の分布から髄節・神経根病変の局在を推定することができる。神経根病変と脊髄前角病変の麻痺筋による鑑別は困難である。末梢神経障害ではしばしば単一の筋に麻痺がみられるが、前角や神経根の障害では通常複数の筋に麻痺が起こる。
上肢では肘の屈曲のC5、手首背屈C6、肘伸展C7が有名である。下肢では足関節の背屈でL4〜5、母趾の背屈L5〜S1、母趾の底屈L5〜S2がよく確認される。踵立ちはL5、つま先立ちはS1、膝崩れはL1〜3と考えられる。
頸髄節・神経根と支配筋
頸部を中心とした筋肉は主にC1～C4髄節に支配されている。代表的な筋肉は胸鎖乳突筋（C2、C3）、僧帽筋（C3、C4）、他の深頸筋（C1、C2）であり、特異的なものとしては横隔膜（C3、C4だが特にC4）がある。なお、胸鎖乳突筋と僧帽筋は副神経にも支配されているため、上位頸髄あるいは延髄のいずれの病変でも障害されうる。
肩甲・上腕部の筋肉は主にC5、C6髄節に支配されている。代表的な筋肉は三角筋（C5、C6）、棘下筋（C5、C6）、上腕二頭筋（C5、C6）、腕撓骨筋（C5、C6、C7）、上腕三頭筋（C7、C8、T1）などである。前腕部の筋肉は主にC6、C7、C8頸髄に支配されている。代表的な筋肉は円回内筋（C6、C7）、橈側および尺側手根屈筋（C6、C7）、橈側および尺側手根伸筋（C7、C8）総指伸筋および長・短母指伸筋（C7、C8）、長母指外転筋（C7、C8）などである。手の筋肉は主にC8、T1髄節に支配されている。代表的な筋肉は短母指外転筋（C8、T1）、虫様筋（C7、C8、T1）、掌側骨間筋（C8、T1）、母指対立筋（C7、C8）母指内転筋（C8、T1）、背側骨間筋（C8、T1）、小指外転筋（C8、T1）などがある。
胸髄節・神経根と支配筋
胸部・腹部・背部の筋肉はT1～T12（L1）髄節で支配されている。
腰仙髄節・神経根と支配筋
下肢帯および下肢筋は腰髄節および仙髄節に支配されている。腰髄節支配の代表的な筋肉は腸腰筋（腸骨筋と大腰筋）（L2、L3）、大腿四頭筋（L2、L3、L4）、縫工筋（L2、L3、L4）、大腿内転筋群（L3、L4）などである。腰・仙髄節支配の代表的な筋肉は大臀筋（L5、S1、S2）、中殿筋および小殿筋（L4、L5、S1）、大腿二頭筋など膝屈筋群（L4、L5、S1、S2）、前脛骨筋および足・足趾の背屈筋群（L4、L5、S1）、長・短母趾屈筋など足趾屈筋群（L5、S1、S2、S3）である。仙髄節支配の代表的な筋肉は下腿三頭筋（腓腹筋とヒラメ筋）（S1、S2）である。

### 感覚麻痺と脊髄髄節・神経根

#### 皮膚分節

デルマトーム。四本足時代の名残として、下肢よりも肛門周辺の方が下位であることに注意する。腕がCであり、後頭部C2、拇指C6、中指C7、乳頭Th4、臍Th10、母趾L5、肛門S5といった項目は目安として重要である。

皮膚分節（dermatome、デルマトーム）とは単一の脊髄髄節（分節）・神経根が支配する皮膚領域を意味する。体幹では発生学的な体節機構がそのまま残され、皮膚分節は輪切り状に規則的に吻側から尾側へ配列されている。これに対して四肢では発生期における肢芽の移動のために、皮膚分節の分布領域が複雑である。このため、中部頸髄にあたるC4分節が胸髄上部のT2分節の頭側に接し、腰髄上部のL1～L2分節（L3～L4分節説もある）が臀部から大腿後方で仙髄分節に接する。
臨床医学で用いられる皮膚分節の体図は互いに異なる手法によって作成された3つの起源に由来している。HeadとCampbellは帯状疱疹の皮疹の分布を基に体図を作成した。Foersterは慢性疼痛患者において後部rhizotomyを施行した際に神経根の断端を刺激し、皮膚に血管拡張が生じる範囲を観察して体図を作成した（これは自律神経支配による可能性を残している）。この検討によって皮膚分節間の重複が明らかになった。KeeganとGarrettは根の障害を有する、主に外科手術例の感覚障害の観察から体図を作成した。
このような背景を踏まえて1938年に野崎が作成したデルマトームの図は臨床応用にふさわしいと考えられている。しかしどの体図を利用する場合でも、個人差があることと、皮膚分節の境界領域は隣接する2つの髄節支配が重複することに注意する。
後頭部C2、拇指C6、中指C7、乳頭Th4、臍Th10、母趾L5、肛門S5のデルマトームが有名であり高位診断でよく用いられる。デルマトームの特徴として、皮膚感覚は隣あう神経根による重複支配であるため、単一の神経根が障害された場合は感覚鈍麻は起こるが、感覚消失は通常生じない。単一の神経根が障害された場合は感覚鈍麻の範囲は皮膚分節より狭い。感覚消失や境界が明瞭な場合は末梢神経障害（ニューロパチー）の可能性が高い。触覚より痛覚の感覚鈍麻の方がデルマトームに一致しやすい。

#### 不連続線とcervical line
皮膚分節の図上の頸髄と胸髄の境界線ではC4分節とT2分節が接している。ここに不連続性があり、不連続線という。そのことが脊髄疾患の診察上重要な手がかりになる。感覚鈍麻が予想される下方からpinにて皮膚をこすっていくとある種の患者ではこの線で急激に痛みを訴える。この不連続線の中で前胸部にあるところは頸、胸髄病変の境を見当づけるのに有用であり、これをcervical lineという。不連続線はcervical lineのみならず下顎角の三叉神経第三枝とC3分節の間やL1～L2分節とS2分節の間にもみられ臨床応用される。

#### 脊髄由来の感覚麻痺の分布様式
脊髄横断性障害（あるレベル以下の両側性全感覚障害）
この型の感覚障害は、入浴したときに水面下に没する部分に障害がみられることから入浴型と呼ばれる。脊髄の横断性病変（脊髄炎、脊髄出血、脊髄腫瘍など）、急性感覚性自律神経性ニューロパチーなどで、顔面・頭部の障害を免れ頸部以下の全感覚障害がみられることがある。
腰仙部回避
脊髄横断性病変により病変部以下に全感覚障害がみられるときに、下部脊髄神経根（腰仙部あるいは仙部）の支配領域で感覚障害がないか非常に軽い場合があり、腰仙部回避ないし仙部回避という。髄内病変が内方から脊髄視床路を圧迫・障害するためと言われてきたが、髄外病変でも生じる。病変の増大速度や脊髄表面の側副血行の状態によってこの型になるとされる。
サドル状（鞍状）感覚障害
仙部回避と反対に仙部のみに感覚障害がみられる場合をいう。
ブラウン・セカール症候群（あるレベル以下の片側表在感覚と反対側の深部感覚障害）
ブラウン・セカール症候群は脊髄の半切病変によって生じる。病変の高さで全帯状の感覚障害がみられ、その直上に感覚過敏帯がみられる。病変より下方の同側半身にいわゆる深部感覚鈍麻を、反対側半身に表在感覚鈍麻をきたす。病変の広がりでいろいろな病型がある。
宙吊り型感覚障害
感覚障害の分布が上半身のある範囲に限られ、地面に接する形でないときに宙吊り型といわれる。変則型と両側型とがある。脊髄空洞症などの脊髄中心部（灰白質）の髄節性病変によることが多い。脊髄癆、糖尿病性神経障害、サルコイドーシスなど脊髄神経根病変によることもある。
髄節性感覚障害
脊髄の髄節性の障害はデルマトームにあてはめて理解する。その際に髄節間の重複や左右間の重複の存在に注意する必要がある。大脳病変により髄節性と類似の感覚障害がみられることがある。

#### 脊髄由来の乖離性感覚障害
脊髄由来の乖離性感覚障害として前脊髄動脈症候群にみられる乖離性感覚障害、脊髄癆型（脊髄後索）乖離性感覚障害、脊髄空洞症型（脊髄灰白質型）乖離性感覚障害が知られておりミエロパチーを疑う所見となる。
前脊髄動脈症候群にみられる乖離性感覚障害
病変部以下の温痛覚が障害されるが、深部感覚が免れる感覚障害乖離を呈する。脊髄先方部（腹側）の2/3を灌流する前脊髄動脈の循環障害で生じる。長経路の脊髄視床路が障害されるため、温痛覚障害の範囲は障害レベル以下全体にみられる。後索性の感覚障害は原則として認められない。このような乖離性感覚障害は脊椎椎間板ヘルニアや脊髄髄外腫瘍などでも認められる。
脊髄癆型（脊髄後索）乖離性感覚障害
深部感覚が障害され、温痛覚が保たれる乖離性感覚障害はかつて脊髄癆で多くみられた。脊髄癆の減少とともに近年では後索や内側毛帯に脱髄巣を有する多発性硬化症や後脊髄動脈領域梗塞で典型的にみられる。また障害が末梢神経から脊髄におよぶ亜急性連合性脊髄変性症（ビタミンB12欠乏症）でもみられる。またフリードリッヒ運動失調症やビタミンE欠乏症も類似する感覚乖離を示す。この型の感覚障害では感覚性運動失調やロンベルグ試験の他、ジンジンするしびれや電撃痛、乱切痛、レルミット徴候（放電痛）がみられることが多い。
脊髄空洞症型（脊髄灰白質型）乖離性感覚障害
脊髄空洞症では脊髄中心部白質の病変により、温痛覚（脊髄視床路）の神経線維が脊髄中心部で交叉する部位で障害されて、その高さに相当する皮膚の温痛覚が鈍麻するが、後索に障害が及ばないため深部感覚は保たれる。脊髄視床路は脊髄最外側の表層を走る長経路で、ここが障害されないため、病変の高さより下の感覚は保たれ感覚障害の範囲は病変のある高さに限られるので宙吊り型を呈する。脊髄空洞症以外に脊髄灰白質に病変を有する脊髄内出血や脊髄髄内腫瘍などでもみられる。
病変拡大に伴う乖離性感覚障害の推移
病変が拡大することにより病変分布が推移する。それが乖離性の感覚障害の時、病変の性質を示唆する。代表例としてはFoix-Alajouanine病（亜急性壊死性脊髄炎）などがあげられる。

## 代表的な脊髄症候群
脊髄病変はその高位と横断面の広がりによって障害パターンが異なり、脊髄症候群としてまとめられている。一般論として運動感覚障害に加え、膀胱直腸障害を伴う場合は脊髄障害を疑う。対麻痺、四肢麻痺、高位（レベル）のある感覚障害は脊髄障害を示唆する。脊髄高位診断には髄節徴候（segmental sign）を、横断面の局在診断には長経路徴候（long tract sign）が有用である。髄節徴候としては分節性の運動麻痺、同分節の全感覚鈍麻、腱反射消失、筋萎縮、線維束攣縮が重要である。また長経路徴候としては痙縮や腱反射の亢進や病的反射が知られている。

脊髄の伝導路。高位によって構造は異なることに注意が必要である。

| 日本語名       | 英語名                    | 感覚障害                                       | 運動障害                                                                   | 括約筋障害 |
| -------------- | ------------------------- | ---------------------------------------------- | -------------------------------------------------------------------------- | ---------- |
| 横断性脊髄障害 | transverse cord syndrome  | 障害部位以下の全感覚障害                       | 障害高位に下位ニューロン障害、障害部位以下に上位ニューロン障害             | 有り       |
| 脊髄前方障害   | anterior cord syndrome    | 障害部位以下の解離性温痛覚障害                 | 障害高位に下位ニューロン障害、障害部位以下に上位ニューロン障害             | さまざま   |
| 脊髄後方障害   | posterior cord syndrome   | 障害部位以下の解離性深部感覚障害               | 感覚性運動失調                                                             | さまざま   |
| 脊髄半側障害   | brown séquard syndrome    | 障害部位以下の同側深部感覚障害と対側温痛覚障害 | 障害高位の同側に下位ニューロン障害、障害部位以下の同側に上位ニューロン障害 | さまざま   |
| 脊髄中心症候群 | central cord syndrome     | 障害高位の解離性温痛覚障害                     | 障害高位の随意運動障害                                                     | さまざま   |
| 脊髄円錐症候群 | conus medullaris syndrome | 会陰部のサドル型解離障害                       | 下肢の上位ニューロン障害                                                   | あり       |
| 馬尾症候群     | cauda equine syndrome     | 会陰部のサドル型解離性障害                     | 下肢の下位ニューロン障害                                                   | あり       |

### 急性脊髄症
脊髄は圧迫による障害を受けやすく、時間とともに不可逆な変化をきたす。急性脊髄圧迫の病因としては外傷、腫瘍（転移性脊椎腫瘍、特に前立腺癌の骨転移など）、血管障害（脊髄硬膜外血腫）や感染症（脊髄硬膜外膿瘍など）がある。圧迫性の脊髄障害は症状が下肢から上行性に進展するため、長経路徴候から疑われる病変高位よりも上位に実際の病変が認められることがある。これを偽性局在徴候という。髄節徴候や背部自発痛、叩打痛があれば病変高位の手がかりとなるが、それが乏しい場合は長経路徴候から推定される病変高位よりも上位の脊髄を含めて画像検査を行う。圧迫解除による脊髄機能の回復が期待できるgolden timeは8時間以内とされており、すみやかに外科的減圧処置の適応を検討する。脊髄ショック時は弛緩性麻痺と腱反射消失を呈することがあり、急性多発ニューロパチーとの鑑別が必要となる。

### 馬尾症候群
脊髄下端は高位診断が困難なことが多い。それは椎体と脊髄の高位が異なるからである。脊髄円錐部は円錐上部と円錐部に分けられる。円錐上部第12胸椎に位置し、L4からS2髄節である。円錐部は第１腰椎に位置し、髄節はS3以下である。そして第2または第3腰椎以下が馬尾になる。これらは原則であり個体差は非常に大きい。脊髄下端はL1/2が最も多いとされているがそれでも30％に満たないのである。馬尾は脊髄円錐より下位（L2椎体以下）にある神経根の集まりで、L2以下の神経根が1本または複数障害される。したがって臨床症状は単神経根症状ないし複数の神経根症状（膀胱直腸障害、性腺機能障害）を呈する。この部位の病変では腰下肢部痛を訴えることが多い。SLR、FNSTなど誘発やでおおよその局在を決めていく。なお、バビンスキー反射の反射中枢はL4～S1であり、膝蓋腱反射ではL2～L4であり、アキレス腱反射ではS1～S2と考える。
|              | 円錐上部症候群（L4～S2）                     | 円錐症候群（S3～）               | 馬尾症候群                       |
| ------------ | -------------------------------------------- | -------------------------------- | -------------------------------- |
| 自発痛       | +                                            | +                                | +++                              |
| 知覚障害     | 下肢                                         | 会陰部                           | 会陰部、下肢                     |
| 運動障害     | 下肢（下垂足、筋萎縮、線維束攣縮）           | -                                | 下肢（下垂足、筋萎縮）           |
| 深部腱反射   | 膝蓋腱反射（-）～(+)、アキレス腱反射(-)～(+) | 膝蓋腱反射(+)、アキレス腱反射(+) | 膝蓋腱反射(-)、アキレス腱反射(-) |
| 病的反射     | バビンスキー反射（+）                        | バビンスキー反射(-)              | バビンスキー反射（-）            |
| 表在反射     |                                              | 肛門反射(-)                      | 肛門反射（-）                    |
| 膀胱直腸障害 | ++                                           | +++                              | +                                |
| 間欠性跛行   | -                                            | -                                | +                                |

## 急性および亜急性ミエロパチー
急性および亜急性のミエロパチーは初発症状は局所の頚部痛または背部痛で数日から数週にわたり増悪する。その後、数時間から数日にわたり異常感覚、脱力、括約筋障害が様々な組み合わせで出現する。異常感覚は典型的には両足に始まり、対称性又は非対称に上行する。これらの症状は初期にはギランバレー症候群に類似する。しかし境界が明瞭な脊髄レベルをもつ体幹の障害は疾患の本質がミエロパチー（脊髄症）であることを示している。最初に行うことは治療可能な脊髄の圧迫があるかを評価することである。臨床的に病変が疑われるレベルを中心にMRIまたは造影MRIを施行する。症例によっては無症候性病変の検出のため全脊椎MRIを行う。いったん圧迫性病変が除外されればおもに血管性、炎症性、感染性の病因など脊髄内に起こる急性ミエロパチーの非圧迫性の原因を考える。

### 圧迫性ミエロパチー
悪性新生物による圧迫、脊髄硬膜外膿瘍、脊髄硬膜外血腫、脊髄出血などが圧迫性ミエロパチーとして知られている。
新生物による脊髄圧迫
脊椎転移による脊髄圧迫が多い。代表例は前立腺癌の脊椎転移である。脊椎転移の初発症状は大抵は疼痛で、その性状は限局性のずきずきとした痛みや鋭い放散痛である。典型的には動作、咳嗽、くしゃみで悪化し、痛みのための夜間に覚醒するのが特徴である。
脊髄硬膜外膿瘍
背部正中線上の疼痛、発熱、進行する四肢脱力が脊髄硬膜外膿瘍の三徴である。
脊髄硬膜外血腫
硬膜外（または硬膜下）腔への出血は、急性の局所痛または神経根痛に続き、脊髄障害や脊髄円錐障害の様々な徴候を引き起こす。
脊髄出血
脊髄実質への出血は外傷、実質内の血管奇形、結節性多発動脈炎や全身性エリテマトーデスによる血管炎、出血性疾患や脊髄の新生物によりまれに起こる。

### 非圧迫性ミエロパチー
非圧迫性の急性横断性ミエロパチーで最も頻度の高い原因は脊髄梗塞、全身性エリテマトーデス、サルコイドーシスなどの全身性炎症性疾患、多発性硬化症や視神経脊髄炎、アトピー性脊髄炎など脱髄疾患、急性散在性脳脊髄炎に関連する免疫機序が予想される感染後脊髄炎または本態性横断性脊髄炎、感染性（おもにウイルス性）の疾患である。病変分布に特徴があると考えられている。特徴的な所見として3椎体以上の長い病変（longitudinally extensive spinal cord lesion、LESCLまたはlongitudinally extensive transverse myelitis、LETM）が知られている。稀な原因としては血管内リンパ腫や脊髄鉛筆状軟化もあげられる。
脊髄梗塞
脊髄梗塞の原因となるのは大動脈アテローム硬化症、解離性動脈瘤、椎骨動脈の頸部での閉塞や解離、大動脈の手術、およびあらゆる原因による著名な低血圧である。心原性塞栓、膠原病（特に全身性エリテマトーデス、シェーグレン症候群、抗リン脂質抗体症候群）に関連した血管炎も原因となる。
脊髄鉛筆状軟化
脊髄鉛筆状軟化は外傷性脊椎損傷、外傷性脊髄損傷、悪性腫瘍の硬膜外転移による圧迫性脊髄症、癒着性脊髄炎、髄膜癌腫症、脊髄血管障害、脳死状態に陥った後、しばらく人工呼吸器で管理された患者の脊髄など、横断性脊髄壊死を引き起こす種々の脊髄疾患に認められる。臨床的には脊髄横断性障害を引き起こす主病変の発症から数時間から数日遅れて障害レベル亜急性に上行するとい疼痛を伴うことがある。そして上行した症状は一過性のことがある。
炎症性および免疫性ミエロパチー
サルコイドーシスや結合組織病の他に脱髄疾患であり多発性硬化症、視神経脊髄炎、感染後脊髄炎が含まれる。脊髄炎症例のおよそ25％が原因不明である。免疫介在性疾患の症状が後に出現することもある。脊髄炎を繰り返す場合は免疫介在性疾患か単純ヘルペスウイルス2型感染によるものである。サルコイドーシスによる脊髄炎は緩徐進行性、再発性の経過を取ることがある。感染性脊髄炎、感染後脊髄炎の両者の区別はしばしば困難となる。感染性脊髄炎は多くのウイルスで起こり、細菌性脊髄炎や抗酸菌性脊髄炎はウイルス性脊髄炎に比べるとはるかに少ない。まれな原因として寄生虫による脊髄炎も重要である。
3椎体以上の長い病変
特徴的な所見として3椎体以上の長い病変（longitudinally extensive spinal cord lesion、LESCLまたはlongitudinally extensive transverse myelitis、LETM）が知られている。LECLはNMOSDで有名であるがSLEなどその他の免疫疾患や悪性腫瘍、感染症、栄養障害、AVFなど血管障害でも認められる。特に傍腫瘍性神経症候群である傍腫瘍性脊髄炎や血管内リンパ腫でもよく認められるため悪性腫瘍の検索は重要である。その一方で悪性腫瘍に伴うNMOSDも報告されており注意が必要である  。
血管内リンパ腫
稀な原因になるが血管内リンパ腫による脊髄症も知られている。血管内リンパ腫は節外臓器の微小血管内を閉塞性に進展する悪性リンパ腫である。血管内リンパ腫は脳血管障害の他、脊髄症や神経根症の原因となる。血管内リンパ腫の脊髄症ではくも膜腔から脳実質内の小血管内腔に腫瘍細胞が充満し頸髄から腰髄まで広範囲にわたる虚血性の壊死病変を認める。好発部位は腰髄から仙髄であり対麻痺、感覚障害、膀胱直腸障害を示す。全身に生検可能な病変が認められなければランダム皮膚生検が検討される。

## 慢性ミエロパチー
脊髄症性ミエロパチー
脊髄症性ミエロパチーは慢性の脊髄圧迫と高齢者の歩行困難の最も多い原因のひとつである。こわばり感を伴う頸部や肩の疼痛が初期症状である。
脊髄と硬膜の血管奇形
脊髄とそれを覆う硬膜の血管奇形は治療可能な進行性ミエロパチーを生じる。最もよく見られるのは動静脈瘻で脊髄の後面にそって生じる。
レトロウイルス関連ミエロパチー
HTLV-I関連脊髄症が有名である。HTLV-I関連脊髄症は様々な程度の感覚及び膀胱直腸障害を伴う緩徐進行性の痙性症候群である。HIV感染の結果でも進行性のミエロパチーが起こる。
脊髄空洞症
脊髄空洞症は頚髄に発達性の空洞が見られるものであり、増大傾向があり進行性のミエロパチーを生じる。
多発性硬化症
慢性進行性のミエロパチーは一次性進行型および二次性進行型の多発性硬化症において身体障害を生じる最も頻度の高い原因である。脊髄病変と感覚障害の対応は46.4％で対応があり、14.2%はおそらく対応するとしながらも全体として画像上のプラークと症候を結びつけるとは困難とUldryらは報告している。特に感覚障害の分布がポリニューロパチーのパターンをとる偽多発神経炎型の存在も知られており末梢神経障害も鑑別にあがる。背部痛や有痛性強直性痙攣（painful tonic spasm）の発作があらわれることもある。
亜急性連合変性症（ビタミンB12欠乏症）
亜急性連合変性症は治療可能なミエロパチーであり手足の亜急性の異常感覚、振動覚、位置覚の消失、進行性の痙性および失透性の脱力を生じる。合併する末梢性ニューロパチーにより四肢腱反射が消失しているにもかかわらずバビンスキー徴候が陽性の場合は重要な診断の手がかりとなる。
低銅性ミエロパチー
低銅性ミエロパチーは亜急性連合変性症とほぼ同一である。おそらく以前に血清ビタミンB12濃度が正常と報告された亜急性連合変性症の多くは銅欠乏によるものであろう。
脊髄癆
脊髄癆や脊髄の髄膜血管梅毒の典型的な症候群は以前よりは頻度が少なくなっているが脊髄疾患の鑑別においては考慮しなくてはならない。
家族性痙性対麻痺
緩徐進行性のミエロパチーの多くは遺伝背的におこる。常染色体優性、常染色体劣性、X連鎖性の病型を含め20以上の原因遺伝子座が同定される。
副腎脊髄ニューロパチー
副腎脊髄ニューロパチーはX連鎖性疾患である副腎白質ジストロフィーの異型である。